# Руски хор на Йейл
Руският хор на Йейл (на английски: Yale Russian Chorus; YRC) е тенор-бас хоров ансамбъл към Йейлския университет, създаден през 1953 г. от Денис Мицкевич, студент в Музикалното училище на Йейл, и Джордж Литън, президент на Руския клуб на Йейл. Групата пее разнообразие от светски и свещени славянски хорови пиеси (и неславянски пиеси от бившия СССР и съседните региони), от XII век нататък, включително народни песни от Русия и Източна Европа. Към 2025 г. музикален директор е Даниел Фрид.
YRC е първата американска група, която посещава Съветския съюз като частна инициатива, обикаляйки страната през 1958 г. след подписването на Споразумението Лейси – Зарубин за културен обмен. YRC прави 16 турнета в СССР преди разпадането на съюза през 1991 г. Ансамбълът прави турнета в страната всяка пролет.
Хорът репетира по два часа и половина всяка седмица, изнася концерти във и около Ню Хейвън през цялата академична година и тръгва на годишно пролетно турне. Въпреки че по-голямата част от членовете му са студенти от Йейл, прослушванията са отворени за цялата общност на Ню Хейвън. Като за тенор-бас хор членството е предимно мъжко, но хорът допуска и жени да пеят в теноровата секция.
Хорът е свирил на много места в Русия и Украйна, както и на много места в Съединените щати, най-забележителни от тях:
- Карнеги Хол в Ню Йорк;
- Белият дом (за президента Бил Клинтън);
- Смитсоновият институт;
- Руският културен център във Вашингтон, окръг Колумбия;
- Театърът на зимната градина в Манхатън;
- Радиошоуто A Prairie Home Companion.[4]

Възпитаниците на руския хор на Йейл свирят в Rockport Music в Рокпорт, Масачузетс в Shalin Liu Performance Center през ноември 2013 г. Възпитаниците на руския хор на Йейл изнасят концерт в Rockport Music в Рокпорт, Масачузетс в Shalin Liu Performance Center в Рокпорт, Масачузетс. Руският хор на Йейл изнася концерт през април 2015 г. в St. Paul's., Епископската църква „Св. Мария“ във Филаделфия. Някои произведения от концерт на възпитаници на YRC в университета „Дюк“ през ноември 2009 г. включват Ах Ти Степ Широкая, Блажен Муж; („Благословен е човекът“), Бородино („Бородино“ (стихотворение от Михаил Лермонтов в памет на битката срещу армиите на Наполеон в село Бородино извън Москва]), Кто ети и Жило двенадцать разбойников („Имаше 12 разбойника“).
През 1978 г., след концерта за 25-ата годишнина на YRC в Карнеги Хол, възпитаниците Пол Андрюс, Джон Маккарти и Питър Глейк доброволно помагат при организирането на концерти за групата в района на залива на Сан Франциско. Това довежда до основаването на капелния хор „Славянка“ през 1979 г.

## Чуждестранни турнета
- СССР 1958 г.
- СССР 1959 г.
- СССР 1960 г.
- Западна Европа 1962 г.
- Западна Европа и СССР 1963 г.
- Източна Европа 1968 г.
- СССР 1971 г.
- СССР 1977 г. (включително Ленинград, Москва, Тбилиси, Киев)
- СССР 1979 г.
- СССР 1982 г.
- СССР, Полша и Западна Европа 1984 г.
- СССР и Западна Европа 1987 г.
- Русия, Украйна, Грузия 1990 г.
- Русия, Украйна 1993 г.
- Русия 1994 г.
- Украйна 1995 г.
- Русия 2004 г. (Алумни група)
- Канада (Монреал, Квебек) 2009 г.
- Русия 2019 г.